# Boreomysis sibogae
Boreomysis sibogae är en kräftdjursart som beskrevs av Hansen 1910. Boreomysis sibogae ingår i släktet Boreomysis och familjen Mysidae. Inga underarter finns listade i Catalogue of Life.